# Мишел Уилямс (актриса)
Вижте пояснителната страница за други личности с името Мишел Уилямс.
Мишел Уилямс (на английски: Michelle Williams) е американска актриса.

## Биография
Родена е на 9 септември 1980 г. Започва кариерата си в телевизията. Първата ѝ роля в киното е във филма „Видове“ през 1995 г. За ролята си във филма „Планината Броукбек“ през 2005 г. е номинирана за Златен глобус, BAFTA и Оскар за поддържаща женска роля, носител на Златен глобус през 2012 г. за филма „Моята седмица с Мерилин“.
На 22 септември 2019 г. Уилямс печели награда Еми в категория „Най-добра актриса в минисериал или телевизионен филм“ за ролята на Гуен Върдън в минисериала „Фос/Върдън“.

## Избрана филмография

### Кино
| година | филм                        | оригинално заглавие           | роля               | режисьор        | бележки                                                  |
| ------ | --------------------------- | ----------------------------- | ------------------ | --------------- | -------------------------------------------------------- |
| 1998   | Хелоуин: 20 години по-късно | Halloween H20: 20 Years Later | Моли Картуъл       | Стив Майнър     |                                                          |
| 2005   | Планината Броукбек          | Brokeback Mountain            | Алма Бийрс Дел Мар | Анг Лий         |                                                          |
| 2008   | Синекдоха, Ню Йорк          | Synecdoche, New York          |                    |                 |                                                          |
| 2010   | Злокобен остров             | Shutter Island                | Долорес Ченел      | Мартин Скорсезе |                                                          |
| 2010   | Блу Валънтайн               | Blue Valentine                | Синди              | Дерек Сианфранс |                                                          |
| 2011   | Моята седмица с Мерилин     | My Week with Marilyn          | Мерилин Монро      | Саймън Къртис   | Златен глобус за най-добра актриса в мюзикъл или комедия |
| 2016   | Манчестър до морето         | Manchester by the Sea         | Ренди Чандлър      | Кенет Лонерган  |                                                          |
| 2018   | Венъм                       | Venom                         | Ан Уейнг           | Рубен Флечър    |                                                          |
| 2021   | Венъм 2: Време за Карнидж   |                               | Ан Уейнг           | Анди Съркис     |                                                          |

### Телевизия
| година      | филм             | оригинално заглавие | роля            | режисьор                     | бележки                                        |
| ----------- | ---------------- | ------------------- | --------------- | ---------------------------- | ---------------------------------------------- |
| 1998 – 2003 | Кръгът на Доусън | Dawson's Creek      | Дженифър Линдли |                              |                                                |
| 2019        | Фос/Върдън       | Fosse/Verdon        | Гуен Върдън     | Томас Кейл и Стивън Левинсън | Еми за най-добра актриса в минисериал или филм |